# Odel Offiah
Odeluga Joshua Offiah (Camden, 26 de octubre de 2002) es un futbolista británico que juega en la demarcación de defensa en el Preston North End F. C. de la EFL Championship.

## Biografía
Tras formarse como futbolista en las categorías inferiores del Brighton & Hove Albion F. C., finalmente el 24 de agosto de 2021 debutó con el primer equipo en la Copa de la Liga contra el Cardiff City F. C. El encuentro finalizó con un resultado de 0-2 tras los goles de Jakub Moder y Andi Zeqiri. Posteriormente también jugó un par de partidos en la Premier League antes de ser cedido en agosto de 2023 al Heart of Midlothian F. C. La siguiente campaña fue prestado al Blackpool F. C. y en julio de 2025 se marchó al Preston North End F. C., con el que firmó por cuatro años.

## Clubes
Actualizado al último partido disputado en mayo de 2025.
| Club                               | País       | Año       | Partidos | Goles |
| ---------------------------------- | ---------- | --------- | -------- | ----- |
| Brighton & Hove Albion F. C.       | Inglaterra | 2021-2023 | 5        | 0     |
| Heart of Midlothian F. C. (cedido) | Escocia    | 2023      | 9        | 1     |
| Brighton & Hove Albion F. C.       | Inglaterra | 2024      | 1        | 0     |
| Blackpool F. C. (cedido)           | Inglaterra | 2024-2025 | 42       | 1     |
| Preston North End F. C.            | Inglaterra | 2025-     |          |       |